# Тейнтер-Лейк (Вісконсин)
Тейнтер-Лейк (англ. Tainter Lake) — переписна місцевість (CDP) в США, в окрузі Данн штату Вісконсин. Населення — 2550 осіб (2020).

## Географія
Тейнтер-Лейк розташований за координатами 44°59′21″ пн. ш. 91°50′54″ зх. д. / 44.98917° пн. ш. 91.84833° зх. д. (44.989094, -91.848207).  За даними Бюро перепису населення США в 2010 році переписна місцевість мала площу 55,49 км², з яких 47,99 км² — суходіл та 7,51 км² — водойми.

## Демографія
Згідно з переписом 2010 року, у переписній місцевості мешкали 2242 особи в 952 домогосподарствах у складі 679 родин. Густота населення становила 40 осіб/км².  Було 1221 помешкання (22/км²).
Расовий склад населення:
| - 97,6 % — білих - 0,9 % — азіатів - 0,4 % — корінних американців - 0,4 % — чорних або афроамериканців |

До двох чи більше рас належало 0,4 %. Частка іспаномовних становила 1,0 % від усіх жителів.
За віковим діапазоном населення розподілялося таким чином: 20,0 % — особи молодші 18 років, 64,0 % — особи у віці 18—64 років, 16,0 % — особи у віці 65 років та старші. Медіана віку мешканця становила 46,4 року. На 100 осіб жіночої статі у переписній місцевості припадало 108,8 чоловіків;  на 100 жінок у віці від 18 років та старших — 100,6 чоловіків також старших 18 років.
Середній дохід на одне домашнє господарство  становив 78 023 долари США (медіана — 66 250), а середній дохід на одну сім'ю — 86 303 долари (медіана — 78 958). Медіана доходів становила 50 719 доларів для чоловіків та 41 649 доларів для жінок. За межею бідності перебувало 7,1 % осіб, у тому числі 6,3 % дітей у віці до 18 років та 4,0 % осіб у віці 65 років та старших.
Цивільне працевлаштоване населення становило 1485 осіб. Основні галузі зайнятості: освіта, охорона здоров'я та соціальна допомога — 27,9 %, роздрібна торгівля — 15,3 %, виробництво — 13,7 %.